# Zulte

Bandeira de Zulte

Zulte é um município belga da província de Flandres Oriental. O município é constituído pelas vilas de Machelen Zulte, Olsene e Zulte. Em 1 de janeiro de 2006, o município tinha uma população de 14 611 habitantes, uma área total de 32,52 km² e uma consequente uma densidade populacional de 449 habitantes por km².
A vila era conhecida por ter a sua própria cerveja desde 1891 (simplesmente chamada de Zulte), mas na actualidade faz parte das cervejarias Alken-Maes. O principal clube da vila juntou-se como o K.S.V. Waregem para formar uma equipa chamada Zulte-Waregem que participa na 1ª divisão do Campeonato Belga de Futebol.

## Vilas vizinhas
- a. Kruishoutem
- b. Waregem
- c. Sint-Eloois-Vijve (Waregem)
- d. Sint-Baafs-Vijve (Wielsbeke)
- e. Wakken (Dentergem)
- f. Oeselgem (Dentergem)
- g. Gottem (Deinze)
- h. Grammene (Deinze)
- i. Deinze
- j. Petegem-aan-de-Leie (Deinze)

## Deelgemeenten
O município de Zulte é constituiído por três deelgemeenten: Zulte, Olsene e Machelen

### Tabela
| #   | Nome     | Superfície | População(2004) |
| --- | -------- | ---------- | --------------- |
| I   | Zulte    | 10,04      | 6.873           |
| II  | Olsene   | 9,62       | 3.581           |
| III | Machelen | 12,86      | 4.113           |

## Habitantes famosos
- Roger Raveel, pintor
- Gerard Reve, escritor neerlandês